# Lijst van beelden in Katwijk
Dit is een chronologische lijst van beelden in Katwijk. Onder een beeld wordt hier verstaan elk driedimensionaal kunstwerk in de openbare ruimte van de Nederlandse gemeente Katwijk (Katwijk aan Zee, Katwijk aan den Rijn, Katwijk-Noord, Rijnsburg en Valkenburg), waarbij beeld wordt gebruikt als verzamelbegrip voor sculpturen, standbeelden, installaties, gedenktekens en overige beeldhouwwerken.
Voor een volledig overzicht van de beschikbare afbeeldingen zie: Beelden in Katwijk op Wikimedia Commons.
| Geplaatst                                                                                | Omschrijving | Kunstenaar                                                                                               | Straat | Plaats/buurt         | Materiaal                                                                                       | Afbeelding        |
| ---------------------------------------------------------------------------------------- | --- | --- | --- | -------------------- | ----------------------------------------------------------------------------------------------- | ----------------- |
| 1898                                                                                     | Koningin Wilhelmina 1898-1998, zie foto voor details                                                                                          | Doetinchemse IJzergieterij                                                                               | Vliet NZ, Anjelierenstraat | Rijnsburg            | Smeed/gietijzerenhek met drie (ingekleurde) portretmedaillons, "Koningin Wilhelmina, boom 1898" |                   |
| 1903/1976                                                                                | Weesmeisje en weesjongen (4 delig, 4 gevels, incl. 2 oudere wapenstenen uit 1687)                                                             | Emil Bourgonjon                                                                                          | Gasthuisthof (Voorstraat) (afkomstig van voormalig weeshuis, gesloopt in 1976 en gebouwd van 1902-1904) | Katwijk aan Zee      | beton en natuursteen                                                                            |                   |
| 1930                                                                                     | Gedoofd Staekelvier of Vissersweduwe met zoon                                                                                                 | Louis van der Noordaa                                                                                    | bij Oude Kerk | Katwijk aan Zee      | graniet                                                                                         |                   |
| 1932                                                                                     | Gerechtigheid en wijsheid | Willem Coenraad Brouwer                                                                                  | Gemeentehuis, Koningin Julianalaan 3, Katwijk aan den Rijn. | Katwijk aan den Rijn | brons                                                                                           |                   |
| 1948                                                                                     | De Leeuw (oorlogsmonument) | Oswald Wenckebach                                                                                        | W. de Zwijgerlaan/Zeeweg | Katwijk aan Zee      | tufsteen                                                                                        |                   |
| 1954                                                                                     | Graaf Willem I van Holland | Oswald Wenckebach                                                                                        | binnensluis (boezemgemaal Katwijk (Koning Willem-Alexandergemaal)) | Katwijk aan Zee      | brons                                                                                           |                   |
| 1954                                                                                     | Meerman en meervrouw + wapen | Hans Petri                                                                                               | binnensluis, Koning Willem-Alexandergemaal | Katwijk aan Zee      | natuursteen                                                                                     |                   |
| waarschijnlijk jaren 50 (in ieder geval voor 1977)                                       | Opgerichte steen: Neerlands oudste Paardenmarkt Valkenburg                                                                                    | Dick Ravelli & Co. Jaap Ravelli                                                                          | Hoofdstraat, 2 exemplaren aanwezig (rotonde bij Broekweg en Hoofdstraat bij kruising Middenweg) | Valkenburg           | steen                                                                                           |                   |
| 1964                                                                                     | Haan en Uil | Nicolaas Wijnberg                                                                                        | School "de Duinroos", Prinses Irenelaan 49 | Katwijk              | keramiek op hoge zuil                                                                           |                   |
| 1965                                                                                     | De Visvangst | Nic Jonk                                                                                                 | Voorstraat, nabij Katwijks Museum | Katwijk aan Zee      | brons                                                                                           |                   |
| 1969                                                                                     | Elektriciteitsbedrijf Katwijk 1919-1969, Zonnewijzer                                                                                          | Firma Van der Heijden, Bodegraven                                                                        | Voorstraat | Katwijk aan Zee      | roestvast staal                                                                                 |                   |
| 1973                                                                                     | De Pionier | Marian Gobius                                                                                            | Abdijlaan / Graaf Florislaan | Rijnsburg            | brons                                                                                           |                   |
| 1973                                                                                     | Spelende kinderen, dieren, boom en boot | Ab Vermeulen                                                                                             | Rijnweide (gevel 't Boonrak) | Valkenburg           | bronsplastiek                                                                                   |                   |
| 1974                                                                                     | Redding | Eric Claus                                                                                               | Boulevard, bij de Zwaan (restaurant) | Katwijk aan Zee      | brons                                                                                           |                   |
| 1975                                                                                     | De Klinker (dorpsomroeper) | Gerard Brouwer                                                                                           | Gemeentehuis | Katwijk aan den Rijn | brons                                                                                           |                   |
| 1977                                                                                     | Promenade | Wim Jonker                                                                                               | Hoornespassage (voormalig Hoornesplein), nabij Tripodia | Katwijk-Noord        | brons                                                                                           |                   |
| 1978                                                                                     | Zeepaardjes | Cephas Stauthamer                                                                                        | Koningin Julianabrug (Biltlaan) (herplaatst op vernieuwde brug medio mei 2021, na renovatie brug van aug. 2020 - mei 2021, officieel onthuld op 9 juli 2021)                                                        | Katwijk aan den Rijn | staal                                                                                           | meer afbeeldingen |
| 1978-2013                                                                                | Meeuwen boven land | Jan Noordhuis & Dick Hogewoning                                                                          | Vreugdeweg, kopgevel Nassaudreef | Katwijk aan den Rijn | hout + muurschildering                                                                          |                   |
| 1978                                                                                     | Tjeerd Bottema | Jaap Hartman                                                                                             | Voorstraat | Katwijk aan Zee      | brons                                                                                           |                   |
| 1979                                                                                     | Waterfontein | Woningbouwvereniging Spinoza, uitgevoerd door A. van de Brink                                            | nabij rotonde Oegstgeesterweg – Rijnsburgerweg | Rijnsburg            | beton, tegelwerk                                                                                |                   |
| 1979                                                                                     | Appelschijfjes | Marcus Ravenswaaij                                                                                       | Asterstraat, bij winkels | Katwijk aan den Rijn | brons                                                                                           |                   |
| 1981 / 2017                                                                              | Meisje met poes | Fred Tuijnman                                                                                            | Commandeurslaan (Rijnschool), (t/m 2015) Gestolen in 2015. Nieuw exemplaar van Fred Tuynman, gemaakt in 2016 in Spanje en geplaatst medio januari 2017 enkele meters vanaf de vorige locatie. Oude en nieuwe beeld: | Katwijk aan den Rijn | brons                                                                                           |                   |
| 1982                                                                                     | Grootvader en kleinzoon | Gerard Brouwer                                                                                           | Gasthuishof | Katwijk aan Zee      | brons                                                                                           |                   |
| 1982                                                                                     | Winkelende vrouw | Gerard Brouwer                                                                                           | Bosplein | Katwijk              | brons                                                                                           |                   |
| 1983                                                                                     | Aarde en Water | Nic Jonk                                                                                                 | Boulevard | Katwijk aan Zee      | brons                                                                                           |                   |
| 1985                                                                                     | Man op paard (De schutter) | Gerard Brouwer                                                                                           | Schutterswei (Looyerslaan) | Katwijk aan den Rijn | brons                                                                                           |                   |
| 1988 (weggehaald in 2019 wegens nieuw zwembad iets verderop, in oktober 2020 herplaatst) | Golf | Lucien den Arend                                                                                         | Piet Heinlaan, bij Zwembad Aquamar | Katwijk aan Zee      | roestvast staal 300x170x350 cm                                                                  |                   |
| 1989                                                                                     | Romeinse weg (deels echt en deels een reconstructie)                                                                                          | | Torenvlietslaan / Achterweg | Valkenburg           | beton en steen                                                                                  |                   |
| 1988                                                                                     | Beatrixboom, paaltje bij boom | onbekend                                                                                                 | Voorstraat | Katwijk aan Zee      | roestvast staal en hout                                                                         |                   |
| 1990                                                                                     | Henny Bal | Monument 1940-1945 - Monumentnummer 3604                                                                 | Castellumplein | Valkenburg           | Natuursteen                                                                                     |                   |
| 1990                                                                                     | Afbraak, evacuatie en wederopbouw | Frank Nix                                                                                                | E.A. Borgerstraat | Katwijk aan Zee      | brons                                                                                           |                   |
| 1991                                                                                     | Paardenkooplui | Gerard Brouwer                                                                                           | Castellumplein | Valkenburg           | brons                                                                                           |                   |
| 1991                                                                                     | Bevroren waterstralen | Henny Bal                                                                                                | Brandweerkazerne Katwijk | Katwijk aan Zee      | roestvast staal                                                                                 |                   |
| 1992                                                                                     | Ik ben tussen hemel en aarde, beeld Katwijk                                                                                                   | Ariane Stam                                                                                              | Zuid-boulevard, hoek Sportlaan | Katwijk aan Zee      | brons gepatineerd                                                                               |                   |
| 1993                                                                                     | Baruch Spinoza | Gerard Brouwer                                                                                           | Vliet / Rapenburg | Rijnsburg            | brons                                                                                           |                   |
| 1993                                                                                     | Zeelui (wachtend op vertrek) | Gerard Brouwer                                                                                           | Tramstraat bij Badstraat | Katwijk aan Zee      | brons                                                                                           |                   |
| 1993                                                                                     | Spelende muzikanten | Gerard Brouwer                                                                                           | Princestraat | Katwijk aan Zee      | brons                                                                                           |                   |
| 1995                                                                                     | Oorlogsmonument | Joop van Egmond                                                                                          | Johannes Poststraat (Rijnsburg) | Rijnsburg            | graniet en staal                                                                                |                   |
| 1996                                                                                     | Schaatsers | Gerard Brouwer                                                                                           | Roskambrug | Katwijk aan den Rijn | brons                                                                                           |                   |
| 1996                                                                                     | Pootje baden | Goke Leverland                                                                                           | Boulevard | Katwijk aan Zee      | brons                                                                                           |                   |
|                                                                                          | Redder met drenkeling | K.J. Dalnoki-Veress                                                                                      | Anjelierenstraat, Winkelcentrum Hoftuin | Rijnsburg            | brons                                                                                           |                   |
| 2001                                                                                     | Floris V van Holland | Daniëlle Orelio                                                                                          | Kerkstraat / Burg. Koomansplein | Rijnsburg            | brons                                                                                           | meer afbeeldingen |
| 2004                                                                                     | Vier muzikanten | Gerard Brouwer                                                                                           | Katwijk aan den Rijn, langs Sandtlaan, bij Rabobank, Valkenburgseweg 2 | Katwijk aan den Rijn | brons                                                                                           |                   |
| 2004                                                                                     | Vier zakenlui | Gerard Brouwer                                                                                           | Katwijk aan den Rijn, Rabobank, bij de ingang, Valkenburgseweg 2 | Katwijk aan den Rijn | brons                                                                                           |                   |
| 2005                                                                                     | Paarden, "Vensters in het landschap" | Handle with Care                                                                                         | Langs N206, Ing. G. Tjalmaweg | Valkenburg           | staal                                                                                           |                   |
| 2005                                                                                     | De Nettenboetster | Gosse Dam                                                                                                | Boulevard | Katwijk aan Zee      | brons                                                                                           |                   |
| 2005                                                                                     | Monument voor verdronken zeelieden (1919-2000) ('Zonen van Katwijk die niet terugkeerden')                                                    | Gerard van der Leeden                                                                                    | Boulevard, nabij Villa Allegonda, toentertijd Hotel Savoy | Katwijk aan Zee      | cortenstaal                                                                                     |                   |
| 2005                                                                                     | Vrouw in ligstoel ("Rebecca") | Guido Metsers                                                                                            | Strandovergang de Vuurbaak | Katwijk aan Zee      | brons                                                                                           |                   |
| 2007                                                                                     | De mens hij is als een bloem die bloeit op het veld                                                                                           | Gosse Dam                                                                                                | Nieuwe begraafplaats, Blekerij, Katwijk aan den Rijn | Katwijk aan den Rijn | brons                                                                                           |                   |
| 2008                                                                                     | Zwemmers | Cobie Schoneveld                                                                                         | Zwembad Aquamar, Piet Heinlaan | Katwijk aan Zee      | brons                                                                                           |                   |
| 2008                                                                                     | Kunstenaarskolonie | Peter Erftemeijer                                                                                        | Boulevard, zeereep bij Witte Kerk | Katwijk aan Zee      | brons                                                                                           |                   |
| 2009                                                                                     | Wanda | Fred Tuijnman                                                                                            | Achter het gemeentehuis, tussen Koningin Julianalaan en Willem de Zwijgerlaan in het grasveld. | Katwijk aan den Rijn | brons                                                                                           |                   |
| 2009                                                                                     | Wind | Steef Roothaan                                                                                           | Boulevard | Katwijk aan Zee      | brons                                                                                           |                   |
| 2009                                                                                     | De Vangst | Marina van der Kooi                                                                                      | Boulevard | Katwijk aan Zee      | brons                                                                                           |                   |
| 2009                                                                                     | Stoere visser | Gerard Brouwer                                                                                           | Bij ingang Katwijks Museum | Katwijk aan Zee      | brons                                                                                           |                   |
| 2009                                                                                     | Oud Katwijks tafereel | Jaap van der Plas                                                                                        | Jan Tooropstraat | Katwijk aan Zee      | muurschildering met o.a. de Blauwe Tram                                                         |                   |
| 2010                                                                                     | Watergolfslagfontein | ontwerp: Sjoerd Hoogma, Handle with Care, Amsterdam                                                      | Andreasplein | Katwijk aan Zee      | gebeeldhouwde bak + grote bronzen vissen                                                        |                   |
| 2010, 21 mei                                                                             | Brittenburg (Limeskunstwerk) | Nicolas Dings                                                                                            | Buitensluis | Katwijk aan Zee      | brons & cortenstaal                                                                             |                   |
| 2011 (eind december)                                                                     | Verzetsmonument met gedenksteen (herplaatst kunstwerk)                                                                                        | Joop van Egmond                                                                                          | Burgemeester Koomansplein | Rijnsburg            | Graniet en steen                                                                                |                   |
| 2012 (12 mei 2012)                                                                       | een Social Sofa (Buurtbank) | Is door bewoners uit de omgeving van mozaïeksteentjes voorzien, in het wijkgebouw aldaar, in april 2012. | Louise de Colignylaan (huidige locatie: Callaoweg, foto: Colignylaan) | Katwijk aan den Rijn | beton + geglazuurde mozaïeksteentjes                                                            |                   |
| 2012 (10-17 okt.)                                                                        | Poort van Valkenburg (Limeskunstwerk) | Herman Bartelds                                                                                          | Entree Valkenburg (vanuit Leiden), verkeerslus Voorschoterweg /Ir. Tjalmaweg | Valkenburg           | Graniet, messing, messingplaat, roestvast staal en hout                                         |                   |
| niet geplaatst (bij afronding kustversterking, februari 2015)                            | Westenwind (naam nog onder voorbehoud) | (nog) onbekend)                                                                                          | (fotomontage van niet uitgevoerd plan) | Katwijk aan Zee      | brons                                                                                           |                   |
| 2017                                                                                     | De Cirkel ‘De harten wint men door liefde en edelmoedigheid, niet door wapens’                                                                | Buro Hakijk / typograaf Fred Smeijers; Tekst van Benedictus de Spinoza.                                  | Westerwaghe (wijk) | Rijnsburg            | staal, twee hekken, die een geheel vormen.                                                      |                   |
| 2017                                                                                     | Freedom Forward, Monument Engelandvaarders | Jurriaan van Hall                                                                                        | Boulevard (Zuid-) (bij Seinpoststraat en Zeereepstraat) | Katwijk aan Zee      | brons                                                                                           |                   |
| 2021                                                                                     | Plaquette, Koningin Julianabrug, Katwijk - Biltlaan, heropening 9 juli 2021, door burgemeester Visser en commissaris van de Koning, Jaap Smit | Zie: Zeepaardjes, 1978                                                                                   | Biltlaan, Koningin Julianabrug | Katwijk aan Zee      | brons                                                                                           |                   |

Oorlogsmonument Castellumplein, Valkenburg (Katwijk), 1990, Zonder titel, Objectnr PV PV85790.7a.jpg

## Overige werken en objecten
| Omschrijving | Kunstenaar                                                         | Straat                                                                                     | Plaats                                 | Materiaal                                                   | Afbeelding |
| --- | ------------------------------------------------------------------ | ------------------------------------------------------------------------------------------ | -------------------------------------- | ----------------------------------------------------------- | ---------- |
| Kinderspelen, muurmozaïek | Wim Jonker                                                         | Van Lierestraat, bij basisscholen (ca. 1969 - september 2022) (school en gymzaal gesloopt) | Katwijk-Noord                          | baksteen (geglazuurd)                                       |            |
| onbekend |                                                                    | Helmbergweg 10, bij school                                                                 | Katwijk-Noord                          | steen, diversen                                             |            |
| Grenspaal 9/10 ca. 1842 Gaf de bezittingen (grond e.d.) van Koning Willem II aan. Nu nog steeds de grens tussen de voormalige dorpen Katwijk aan Zee en Katwijk aan de Rijn. | Zie: Lijst van gemeentelijke monumenten in Katwijk#Katwijk aan Zee | Zeeweg, grens tussen Katwijk aan den Rijn en Katwijk aan Zee.                              | Katwijk aan Zee / Katwijk aan den Rijn | natuursteen                                                 |            |
| Steen bij Joodse begraafplaats, dankteken van Joodse Gemeente Leiden voor de burgerij van Katwijk (1982)                                                                     |                                                                    | Rijnstraat 151                                                                             | Katwijk aan den Rijn                   | een grote natuursteen met plaquette                         |            |
| Twee rotsblokken (2002) |                                                                    | Rabobank Katwijk aan Zee                                                                   | Katwijk aan Zee                        | beton                                                       |            |
| Vereeniging van den Rhijn met den Noordzee (1807) | Wapen en tekstplaat 1807, sluis Katwijk                            | Sluis Katwijk                                                                              | Katwijk aan Zee                        |                                                             |            |
| Glas-in-loodramen ca. 1932, boven oude hoofdingang gemeentehuis Katwijk. |                                                                    | Gemeentehuis Katwijk                                                                       | Katwijk aan den Rijn                   | glas in lood                                                |            |
| Leeuwen bij gemeentehuis Katwijk | ca. 1933, 2 leeuwen met het oude Wapen van Katwijk.                | Gemeentehuis Katwijk                                                                       | Katwijk aan den Rijn                   | natuursteen                                                 |            |
| De jaargetijden, muurmozaïek (1981) | Wim Jonker                                                         | Rijnmond                                                                                   | Katwijk aan Zee                        | baksteen (geglazuurd) 67 meter lange muur                   |            |
| Scheepsschroef |                                                                    | Visserijschool                                                                             | Katwijk aan Zee                        |                                                             |            |
| Bomschuit | KW88, 1913, enige exemplaar nog van de Katwijkse vloot.            | Bij Vuurbaak van Katwijk aan Zee.                                                          | Katwijk aan Zee                        |                                                             |            |
| Anker |                                                                    | Vuurbaak                                                                                   | Katwijk aan Zee                        |                                                             |            |
| Anker |                                                                    | Rijnmond                                                                                   | Katwijk aan Zee                        |                                                             |            |
| Pompwaaier stoomgemaal (december 2011) |                                                                    | Binnensluis 2, Koning Willem-Alexandergemaal                                               | Katwijk aan Zee                        | metaal                                                      |            |
| Anker | Geplaatst in plaats van Ik ben tussen hemel en aarde uit 1992.     | Nieuwe rotonde (2011) Parklaan / Drieplassenweg / Sportlaan                                | Katwijk aan Zee                        | metaal                                                      |            |
| |                                                                    | Sportlaan                                                                                  | Katwijk aan Zee                        |                                                             |            |
| Hutkoffer en vogels op paal (2011?) |                                                                    | Meerburgkade (ter versiering verzamelplaats klikobakken)                                   | Katwijk aan Zee                        | kunststof                                                   |            |
| Gebeeldhouwde bronzen vissen (verplaatst in 2017) |                                                                    | Andreasplein (fontein, nabij Andreasplein 18 / Andreashof)                                 | Katwijk aan Zee                        | brons (ongeveer 10 exemplaren waren langs de kerk aanwezig) |            |
| BIJ |                                                                    | De Wilbert                                                                                 | Katwijk aan den Rijn                   | hout                                                        |            |

## De leeuw van Katwijk
Rond 1800 waren er plannen voor een reuzenstandbeeld van een leeuw voor de kust van Katwijk ter grootte van een Egyptische sfinx. In het prentenkabinet van de Universiteit Leiden bevinden zich tekeningen van David Pièrre Giottino Humbert de Superville (1770-1849), vele mappen vol. Ook is er een Franstalige beschrijving van het plan met een plattegrond voor de precieze ligging voor de kust van het kunstwerk. Het plan is nooit uitgevoerd.